# Married a Year
Married a Year è un cortometraggio muto del 1916 diretto da John McDermott. Prodotto dalla Nestor Film Company, aveva come protagonisti Betty Schade e Edward Sedgwick.

## Produzione
Il film fu prodotto dalla Nestor Film Company.

## Distribuzione
Distribuito dall'Universal Film Manufacturing Company, il film - un cortometraggio di una bobina - uscì nelle sale cinematografiche USA il 24 novembre 1916.